# Andrea Zelová
Andrea Zelová (* 28. září 1987 Brno), rozená Březinová, je česká divadelní herečka.
Vystudovala brněnské Gymnázium P. Křížkovského s uměleckou profilací a následně v roce 2010 muzikálové herectví na Divadelní fakultě Janáčkovy akademie múzických umění v Brně. Roku 2015 dokončila na téže fakultě doktorské studium.
Od 1. srpna 2010 je členkou muzikálového souboru Městského divadla Brno.

## Role vMěstském divadle Brno
- Hunyaková – Chicago
- Bára – Divá Bára
- Alžběta – Baron Trenck
- Company – Jekyll a Hyde
- Bombalerína – Kočky
- Gloria – Flashdance
- Baba – Les Misérables (Bídníci)
- Sylvie – Dvojitá rezervace
- Jessika – Benátský kupec
- Agáta a Dcera – Jakub a jeho pán
- Petronila – Don Juan
- Oda Mae – Duch
- Alena – Noc na Karlštejně
- Morticia Addamsová – The Addams Family